# Lili Chookasian
Lili Phoebe Chookasian, auch Lily Chookasian (* 1. August 1921 in Chicago, Illinois; † 10. April 2012 in Branford, Connecticut) war eine US-amerikanische Opernsängerin (Alt).

## Leben
Chookasian wurde als Tochter armenischer Immigranten geboren; ihre Großeltern waren im Jahr 1915 im Osmanischen Reich als Opfer des Völkermords an den Armeniern gestorben. Chookasians Vater war Maschinenschlosser und Werkzeugmacher; die Familie sprach zuhause Armenisch.
Chookasian sang seit ihrer Jugend als Solistin bei Kirchenkonzerten der Armenischen Kirche in Chicago. Sie studierte in Chicago Gesang bei Philip Manuel und später bei der berühmten Sopranistin Rosa Ponselle in Baltimore; mit Ponselle erarbeitete sie unter anderem die Rollen der Amneris in Aida und der Azucena in Il trovatore. Sie sang zunächst im Rundfunk; ihr professionelles Debüt war in den 1940er-Jahren in der Sendung Hymns of All Churches, die landesweit von Columbia Network übertragen wurde. In den folgenden zehn Jahren trat sie in Chicago als Konzertsängerin auf. Außerdem unterrichtete sie Gesang an der Northwestern University.
1955 gab sie in Chicago ihr Debüt als Konzertsängerin; sie sang, unter der musikalischen Leitung von Bruno Walter, das Alt-Solo in der Auferstehungssymphonie von Gustav Mahler mit dem Chicago Symphony Orchestra. 1959 folgte ihr spätes Operndebüt bei der Arkansas State Opera als Adalgisa in der Oper Norma. 1961 sang sie, mit dem New York Philharmonic Orchestra und dem Dirigenten Thomas Schippers, beim Spoleto Festival das Solo in der Kantate Alexander Newski, op. 78 für Mezzosopran, Chor und Orchester von Sergej Prokofjew. Schippers hatte nach einem Vorsingen Chookasians in Baltimore der für die Solo-Rolle bereits verpflichteten Sängerin abgesagt und die Rolle stattdessen Chookasian anvertraut. Beim Spoleto Festival sang sie 1961 die Herodias in Salome und 1962 die Prinzessin Clarissa in Die Liebe zu den drei Orangen. Weitere Gastspiele in Italien gab sie 1961 am Teatro Verdi in Triest und 1962 am Teatro Regio in Turin, jeweils in der Rolle der Herodias.
1962 wurde sie an die Metropolitan Opera in New York City verpflichtet. Ihr Debüt erfolgte dort am 9. März 1962 in der Rolle der Cieca in der Oper La Gioconda. Zwischen 1962 und 1986 trat Chookasian an der MET in 290 Vorstellungen auf. Zu ihren Rollen dort gehörten unter anderem Azucena, Ulrica in Un ballo in maschera (1972/1973), Mrs. Quickly in Falstaff, Tisbe in La Cenerentola, Frugola in Il tabarro, Zia Principessa in Suor Angelica, Zita in Gianni Schicchi, Mamma Lucia in Cavalleria rusticana, Mary in Der fliegende Holländer, Erda in Das Rheingold und Siegfried, Mutter und Hexe in Hänsel und Gretel, Amme in Boris Godunow, Filipjewna in Eugen Onegin, Marthe Schwerdtlein in Faust, Geneviève in Pelléas et Melisande und Madelon in Andrea Chénier (1977).
1984 erlitt sie während einer Aufführung der Oper Aufstieg und Fall der Stadt Mahagonny, in der sie die Rolle der Witwe Leokadja Begbick sang, auf der Bühne einen Herzanfall und konnte die Aufführung nicht zu Ende bringen. Anschließend reduzierte Chookasian ihre Opernauftritte. Ihr letzter Auftritt an der MET war am 17. Mai 1986 als Gertrude in Roméo et Juliette von Charles Gounod.
Mehrfach trat Chookasian in Opern von Gian Carlo Menotti auf. 1963 sang an der New York City Centre Opera die Rolle der Madame Flora in The Medium; in dieser Rolle trat sie 1967 auch an der Cincinnati Opera auf. Im Januar 1964 sang sie an der MET die Maharani in Menottis Oper The Last Savage bei der amerikanischen Erstaufführung.
Chookasian gastierte bei den Bayreuther Festspielen (1965, als Mary, Erda in Der Ring des Nibelungen und 1. Norn in Götterdämmerung), in Montreal (1966), am Opernhaus von Philadelphia (1966/1967, als Ulrica), an der San Francisco Opera (1970 als Mrs. Quickly), am Opernhaus von Mexiko-Stadt (1973 als Amneris, Palacio de Bellas Artes), an der Lyric Opera in Chicago (1973, als Erda in Siegfried) und am Opernhaus von Baltimore (1976 als Königin in der Oper Inés de Castro von Thomas Pasatieri).
Chookasian galt als bedeutende Konzertsängerin. Insbesondere trat sie immer wieder als Interpretin der Werke von Gustav Mahler auf. Neben den Alt-Partien in Mahlers Sinfonien sang sie Das Lied von der Erde, die Kindertotenlieder und Das klagende Lied.
Mitte der 1980er-Jahre zog sich Chookasian von ihrer aktiven Gesangskarriere zurück. Einer ihrer letzten großen Konzertauftritte war 1984 das Alt-Solo in Giuseppe Verdis Requiem beim Waterloo Festival in New Jersey. Ab 1985 unterrichtete Chookasian Gesang an der Yale School of Music.

## Privates
1941 heiratete Chookasian ihren Landsmann George Gavejian († 1987). Aus der Ehe gingen drei Kinder hervor, zwei Söhne und eine Tochter.
1956 erkrankte Chookasian erstmals an Brustkrebs; ihr wurde eine Lebenserwartung von einem halben Jahr in Aussicht gestellt. Chookasian entschied sich für eine Mastektomie; einer zweiten Mastektomie unterzog sie sich 1961, nachdem erneut Krebs festgestellt worden war. Ihre Erkrankung, in den 1960er-Jahren ein Tabu-Thema, hielt Chookasian in Künstlerkreisen geheim. Ihr ursprünglich bereits für die Saison 1961 geplantes MET-Debüt konnte Chookasian aufgrund ihrer Erkrankung nicht antreten.
Chookasian starb im Alter von 90 Jahren in ihrem Haus in Branford, Connecticut.

## Stimme und Tondokumente
Chookasian gehörte zu den bedeutendsten Altistinnen ihrer Generation. Ihre Stimme kann als echter Kontra-Alt bezeichnet werden. Sie hatte eine „große, tiefe Stimme, mit samtenen Timbre, dem Klang eines Violoncellos ähnlich“. Ihre Stimme war „dunkel und von dramatischer Kraft“.
Chookasians Konzert-Repertoire ist weitgehend auf Tondokumenten festgehalten. Mahlers Lied von der Erde spielte sie 1966 mit dem Philadelphia Orchestra unter der musikalischen Leitung von Eugene Ormandy ein. Unter der musikalischen Leitung von Leonard Bernstein sang Chookasian die Alt-Soli in der Auferstehungssinfonie (Sinfonie in c-moll) und in der 8. Sinfonie, der Sinfonie der Tausend, (Sinfonie in Es-Dur) von Gustav Mahler, erschienen jeweils bei Columbia-CBS. Mit Bernstein nahm sie auch Beethovens 9. Sinfonie auf. Unter der musikalischen Leitung von Erich Leinsdorf und dem Boston Symphony Orchestra entstand eine Aufnahme von Verdis Requiem.
Opernaufnahmen mit Chookasian existieren nur relativ wenige. Bei der Deutschen Grammophon ist sie als 1. Norn in Herbert von Karajans Gesamteinspielung von Richard Wagners Der Ring des Nibelungen zu hören (1969/1970). Live-Mitschnitte der Opern Roberto Devereux (1965, mit Chookasian als Sara) und Un ballo in maschera (1973, aus der MET mit Cornell MacNeil als Partner) wurden mittlerweile auf CD veröffentlicht.